# Eriq Zavaleta
Eriq Zavaleta est un footballeur international salvadorien, également citoyen américain né le 2 août 1992 à Westfield en Indiana. Il joue au poste de défenseur central au Galaxy de Los Angeles en MLS.

## Biographie
Grâce à ses performances en NCAA avec les Hoosiers de l'Indiana, Zavaleta se voit proposer un contrat Génération Adidas par la MLS pour anticiper son passage en pro. Il est alors repêché en 10e position de la MLS SuperDraft 2013 par les Sounders FC de Seattle.
Le 26 janvier 2015, Zavaleta est transféré au Toronto FC en échange d'un choix de deuxième ronde lors de la MLS SuperDraft.
Le 14 novembre 2022, le Galaxy de Los Angeles annonce que son contrat n'est pas renouvelé. Cependant, à l'aube de la saison 2023, il signe une nouvelle entente de deux ans.

## Statistiques
| Saison                | Club                            | Championnat           | Championnat | Championnat | Coupe(s) nationale(s) | Coupe(s) nationale(s) | Compétition(s) continentale(s) | Compétition(s) continentale(s) | Compétition(s) continentale(s) | Séries | Séries | Salvador | Salvador | Total | Total |
| Saison                | Club                            | Division              | M.          | B.          | M.                    | B.                    | Comp.                          | M.                             | B.                             | M.     | B.     | M.       | B.       | M.    | B.    |
| 2013                  | Sounders de Seattle             | MLS                   | 5           | 0           | 0                     | 0                     | -                              | -                              | -                              | 0      | 0      | -        | -        | 5     | 0     |
| 2013                  | Scorpions de San Antonio (prêt) | NASL                  | 4           | 1           | -                     | -                     | -                              | -                              | -                              | -      | -      | -        | -        | 4     | 1     |
| 2014                  | Chivas USA (prêt)               | MLS                   | 17          | 0           | 1                     | 0                     | -                              | -                              | -                              | -      | -      | -        | -        | 18    | 0     |
| 2015                  | Toronto FC                      | MLS                   | 18          | 1           | 2                     | 0                     | -                              | -                              | -                              | 1      | 0      | -        | -        | 21    | 1     |
| 2016                  | Toronto FC                      | MLS                   | 15          | 0           | 4                     | 0                     | -                              | -                              | -                              | 6      | 0      | -        | -        | 25    | 0     |
| 2017                  | Toronto FC                      | MLS                   | 29          | 1           | 3                     | 0                     | -                              | -                              | -                              | 4      | 0      | -        | -        | 36    | 1     |
| 2018                  | Toronto FC                      | MLS                   | 21          | 0           | 3                     | 0                     | LCC+CC                         | 6+1                            | 0+0                            | -      | -      | -        | -        | 31    | 0     |
| 2019                  | Toronto FC                      | MLS                   | 16          | 0           | 2                     | 0                     | -                              | -                              | -                              | 0      | 0      | -        | -        | 18    | 0     |
| 2020                  | Toronto FC                      | MLS                   | 5           | 0           | -                     | -                     | -                              | -                              | -                              | 0      | 0      | -        | -        | 5     | 0     |
| 2021                  | Toronto FC                      | MLS                   | 14          | 0           | 0                     | 0                     | LCC                            | 2                              | 0                              | -      | -      | 13       | 1        | 29    | 1     |
| Sous-total            | Sous-total                      | Sous-total            | 118         | 2           | 14                    | 0                     | -                              | 9                              | 0                              | 11     | 0      | 13       | 1        | 165   | 3     |
| 2022                  | Galaxy de Los Angeles           | MLS                   | 4           | 0           | 2                     | 0                     | -                              | -                              | -                              | 0      | 0      | 7        | 1        | 13    | 1     |
| 2023                  | Galaxy de Los Angeles           | MLS                   | 6           | 0           | 1                     | 0                     | LCup                           | 0                              | 0                              | -      | -      | 5        | 0        | 12    | 0     |
| Total sur la carrière | Total sur la carrière           | Total sur la carrière | 154         | 3           | 18                    | 0                     | -                              | 9                              | 0                              | 11     | 0      | 25       | 2        | 217   | 5     |

## Palmarès
Toronto FC
- Vainqueur de la Coupe MLS en 2017
- Vainqueur du Supporters' Shield en 2017
- Vainqueur du Championnat canadien en 2016 et 2017
- Finaliste de la Coupe MLS en 2016

 Galaxy de Los Angeles
- Vainqueur de Coupe de la Major League Soccer en 2024